# DELASEM
Die DELASEM (Delegazione per l’Assistenza degli Emigranti Ebrei) war eine italienische Wohlfahrtsorganisation zur Unterstützung der jüdischen Emigranten. Sie bestand von 1939 bis 1947 und konnte 1943 bis 1945 in den deutsch besetzten Gebieten Italiens nur im Untergrund arbeiten.

## Geschichte

### Hintergrund
Italiens relativ liberales Ausländerrecht brachte es mit sich, dass ab 1933 Tausende von jüdischen Flüchtlingen vor den Nationalsozialisten nach Italien als Transitland oder ins Exil flüchteten. Die italienischen antijüdischen Rassengesetze von 1938 beschleunigten die Auswanderung der ausländischen Juden. Gleichzeitig wurden italienische Juden, die ab 1919 die italienische Staatsangehörigkeit erworben hatten, zu Staatenlosen erklärt, die Italien verlassen sollten. Mit dem Kriegseintritt Italiens am 10. Juni 1940 wurden hauptsächlich die männlichen Staatsangehörigen von Feindstaaten und Juden ohne italienische Staatsangehörigkeit aus militärischen Sicherheitserwägungen in italienischen Konzentrationslagern interniert. Frauen und Kinder blieben oft ohne Einkommen zurück. Dies geschah auch in Italienisch-Libyen, auf dem italienischen Dodekanes und später im italienisch besetzten Teil Kroatiens, Sloweniens, Albaniens und Frankreichs.

### Unterstützung der Emigranten (1939–1943)
Die Vereinigung der Italienischen Jüdischen Gemeinden gründete 1939 die DELASEM mit dem Leiter Lelio Vittorio Valobra und dem offiziellen Zweck, Flüchtlinge und internierte Ausländer zu unterstützen und die Auswanderung zu erleichtern. Sitz der Gesellschaft war Genua, da von dort die meisten Schiffsverbindungen ausgingen. Die Gesellschaft wurde aus Kirchenkreisen und von internationalen Hilfsorganisationen wie Joint Distribution Committee (Joint) und Jewish Colonization Association (HICEM) unterstützt und unterhielt Geschäftsstellen in Städten mit größeren jüdischen Gemeinden.
Vor dem Krieg half die DELASEM etwa 2.000 Menschen bei der Ausreise und unterstützte 9.000 Flüchtlinge mit Lebensmitteln, Kleidern, Medizin und finanziellen Zuschüssen. Weitere 3.000 Menschen konnten bis zum Waffenstillstand von Cassibile am 8. September 1943 auswandern. Von den insgesamt 5.000 Auswanderern gingen 2.000 nach Spanien und Portugal, 800 in die USA, 600 nach Shanghai, 500 nach Tanger und 400 nach Frankreich und England.

Die Villa Emma im Jahr 1900

Durch die Internierung der Juden bei Kriegsbeginn verlor die DELASEM eine Anzahl bewährter Mitarbeiter. Um den Kontakt zu den Internierten zu organisieren, wurde ein Netz von Korrespondenten, die die Internierten wählten, aufgebaut. Das finanzielle Aufkommen der DELASEM stand in keinem Verhältnis zu den Erfordernissen, so dass nur kleine Zuschüsse gewährt werden konnten. Neben der materiellen Hilfe bemühte sich der Suchdienst, Angehörige zu finden, unterhielt einen Freitisch, versandte Pakete mit Sachspenden und half bei der Besorgung von Visa und der Koordination der Abfahrten von Emigranten.
Eine der herausragendsten Leistungen der Organisation war die Anmietung der Villa Emma, die Zuflucht für mehr als 70 Kinder bot.

### Untergrund während der Italienischen Sozialrepublik (1943–1945)

Karte Italiens 1943–1945

Nach dem Waffenstillstand von Cassibile wurde ein Großteil Italiens einschließlich Gebieten auf dem Balkan, in Südfrankreich und in Griechenland von Deutschland besetzt und es entstand der Satellitenstaat Italienische Sozialrepublik (RSI). Aus Frankreich und Jugoslawien nach Italien geflohene Juden wurden von der DELASEM in Richtung Süditalien geleitet. Die Mitarbeiter der DELASEM mussten untertauchen und konnten ihre Tätigkeit nicht mehr fortsetzen. Valobra konnte noch die Hilfszusage des Erzbischofs von Genua Pietro Boetto zur Unterstützung der DELASEM erhalten und floh selbst in die Schweiz.
In den jeweiligen Vertretungen wurde die Untergrundarbeit fortgesetzt. Es ging jetzt nicht mehr um die Betreuung der ausländischen Juden vor der Ausreise, sondern um das bloße Überleben gejagter Juden.

### Finanzierung
Die DELASEM sammelte Spenden und wurde von den internationalen jüdischen Verbänden Joint und HICEM finanziell unterstützt. Durch den Krieg waren Geldtransfers dieser Organisationen nicht mehr möglich. Die Finanzierung wurde dann durch Kuriere und ein Clearing-Verfahren fortgesetzt. Die internationalen Organisationen bezahlten Schulen, Überfahrtskosten und Unterstützung für italienische Juden im Ausland und dafür erhielt die DELASEM von auswandernden Juden Spenden.

## Personen
Bekannte Personen, die sich für die DELASEM einsetzten oder für sie arbeiteten und teilweise als Gerechte unter den Völkern geführt werden:
- Gino Bartali
- Père Marie-Benoît
- Filippo Bernardini
- Francesco Repetto
- Mario Finzi
- Raffaele Cantoni
- Raimondo Viale